# アイム・アライヴ (セリーヌ・ディオンの曲)
「アイム・アライヴ」（英: I'm Alive=私は生きている）は、セリーヌ・ディオンのアルバム『ア・ニュー・デイ・ハズ・カム』からの2枚目のシングル。2002年8月12日発売（日本未発売）。映画「スチュアート・リトル2」の主題歌である。

## 概要
作詞・作曲・プロデュースはクリスティアン・ランディンとアンドレアス・カールソン。カールソンは1999年にもセリーヌ・ディオンのシングル「ザッツ・ザ・ウェイ・イット・イズ」を手がけている。
ミュージックビデオは2002年3月24日から25日にかけてデーヴ・メイヤーズの監督で撮影され、6月から各メディアで放映された。ビデオはそこにスチュアート・リトル2のシーンを織り交ぜたバージョンとの2つのバージョンが存在する。
シングルは多くの国でトップ10にランクインするなど世界中でヒットし、ベルギーでプラチナ（5万枚）、フランスでゴールド（25万枚）に認定された。
リミックスはジョー・ベルムデス、ジョニー・ロックス、リック・ウェイクが手がけ、中でもウェイクは1979年のブロンディのヒット曲「ハート・オブ・グラス」のサンプルを使用した。
またディオンはラスベガスのシーザーズパレスで4年にわたり週5夜連続公演されたステージ「A New Day...」でこの曲を歌い、その模様は2004年発売のライブCD『ア・ニュー・デイ…ライヴ・イン・ラス・ヴェガス』と2007年12月発売のライブDVD『ライヴ・イン・ラスベガス』に収録されている。
ディオンが2008年から2009年にかけて行ったライブツアー「Taking Chances Tour」ではこの曲の新たなリミックスバージョンが披露された。
2008年10月にはアルバムバージョンがベストアルバム『マイ・ラヴ:エッセンシャル・コレクション』（日本未発売）にも収録され、フランスではその宣伝用にローラン・ヴォルフの新リミックスバージョンがシングルリリースされた。その後2009年1月、モーリス・ジャシュアによるクラブ用の新たなリミックスがアメリカ国内でリリースされ、翌月の「ホット・ダンス・クラブ・チャート」で48位、最高35位に達した。
- 調（転調あり）：変ホ長調（E♭）→ヘ長調（F）

## 収録曲
ヨーロッパ版CDシングル
1. 「アイム・アライヴ」(Humberto Gatica mix) – 3:28
2. 「アイム・アライヴ」(Johnny Rocks rhythm radio edit) – 3:36

オーストラリア版CDマキシシングル
1. 「アイム・アライヴ」 – 3:30
2. 「アイム・アライヴ」(The wake up mix) – 3:06
3. 「アイム・アライヴ」(Humberto Gatica mix) – 3:28
4. 「アウン・エクシステ・アモール」 – 3:52

ヨーロッパ版CDマキシシングル
1. 「アイム・アライヴ」(Humberto Gatica mix) – 3:28
2. 「アイム・アライヴ」(Johnny Rocks rhythm radio edit) – 3:36
3. 「アウン・エクシステ・アモール」 – 3:52
4. 「アイム・アライヴ」(Joe Bermudez club mix) – 7:41
5. 「ア・ニュー・デイ・ハズ・カム」(PV) – 3:28

イギリス版カセットマキシシングル
1. 「アイム・アライヴ」(Humberto Gatica mix) – 3:28
2. 「アウン・エクシステ・アモール」 – 3:52
3. 「アイム・アライヴ」(Johnny Rocks rhythm radio edit) – 3:36

イギリス版CDマキシシングル
1. 「アイム・アライヴ」(Humberto Gatica mix) – 3:28
2. 「アウン・エクシステ・アモール」 – 3:52
3. 「ア・ニュー・デイ・ハズ・カム」(PV) – 3:28

イギリス版CDマキシシングル#2
1. 「アイム・アライヴ」 – 3:30
2. 「アイム・アライヴ」(Humberto Gatica mix) – 3:28
3. 「アイム・アライヴ」(Johnny Rocks rhythm radio edit) – 3:36
4. 「アイム・アライヴ」(Joe Bermudez radio edit) – 4:25

## 公式版アレンジ
1. 「アイム・アライヴ」(Maurice Joshua remix radio edit) – 3:14
2. 「アイム・アライヴ」(Maurice Joshua vocal club mix) – 7:41
3. 「アイム・アライヴ」(Maurice Joshua dub mix) – 7:41
4. 「アイム・アライヴ」(Laurent Wolf remix) – 3:56
5. 「アイム・アライヴ」(Laurent Wolf remix #2) – 3:55
6. 「アイム・アライヴ」(Joe Bermudez radio edit) – 4:25
7. 「アイム・アライヴ」(Joe Bermudez club mix) – 7:41
8. 「アイム・アライヴ」(Johnny Rocks rhythm radio edit) – 3:36
9. 「アイム・アライヴ」(Johnny Rocks world anthem remix) – 10:47
10. 「アイム・アライヴ」(The Wake up mix) – 3:06
11. 「アイム・アライヴ」(Humberto Gatica mix) – 3:28
12. 「アイム・アライヴ」(album version) – 3:30

## チャート
| チャート (2002年)                                          | 最高位 |
| ---------------------------------------------------------- | ------ |
| オーストラリア・シングルチャート                           | 30     |
| オーストリア・シングルチャート                             | 5      |
| ベルギー フランデレン地域圏・シングルチャート              | 2      |
| ベルギー ワロン地域圏・シングルチャート                    | 2      |
| カナダ・シングルチャート                                   | 21     |
| カナダ・アダルトコンテンポラリーチャート                   | 1      |
| デンマーク・シングルチャート                               | 7      |
| オランダ・シングルチャート                                 | 7      |
| ヨーロッパ・シングルチャート                               | 2      |
| フィンランド・シングルチャート                             | 13     |
| フランス・シングルチャート                                 | 7      |
| ドイツ・シングルチャート                                   | 4      |
| ギリシャ・シングルチャート                                 | 7      |
| ハンガリー・シングルチャート                               | 14     |
| アイルランド・シングルチャート                             | 22     |
| イタリア・シングルチャート                                 | 25     |
| ニュージーランド・シングルチャート                         | 35     |
| ノルウェー・シングルチャート                               | 22     |
| スペイン・シングルチャート                                 | 20     |
| スウェーデン・シングルチャート                             | 5      |
| スイス・シングルチャート                                   | 7      |
| イギリス・シングルチャート                                 | 17     |
| アメリカ・ビルボードバブリングアンダーホット100シングル    | 11     |
| アメリカ・ビルボードホットアダルトコンテンポラリートラック | 6      |
| チャート (2009年)                                          | 最高位 |
| アメリカ・ビルボードホットダンスクラブプレイ               | 35     |